# Mangifera andamanica
Mangifera andamanica este o specie de planta din familia Anacardiaceae.Specia este endemică în India.